# André Delelis
Pour les articles homonymes, voir Delelis.
André Delelis, né le 23 mai 1924 à Cauchy-à-la-Tour (Pas-de-Calais) et mort le 4 septembre 2012 à Lens, est un homme politique français.
Maire de Lens (Pas-de-Calais) de 1966 à 1998, il a également été député socialiste du Pas-de-Calais de 1967 à 1981 avant d'être ministre du Commerce et de l'Artisanat des deux premiers gouvernements Mauroy de 1981 à 1983 puis sénateur du Pas-de-Calais de 1983 à 1992.

## Biographie
André Delelis a d'abord défendu la corporation minière, les hommes et les femmes qui la composaient, comme ses prédécesseurs maires de Lens Émile Basly, Alfred Maës et Ernest Schaffner. À eux quatre, hormis la guerre et l'intermède communiste de la Libération, ils furent maires de Lens de 1900 à 1998.
Son obsession fut de déprendre sa ville de son sort charbonnier et surtout de l'emprise des seigneurs des houillères, certes nationales puisque nationalisées, mais dont l'esprit de caste et la volonté de domination n'avaient rien à envier aux patrons des anciennes compagnies minières[réf. nécessaire]. Et il sut pour cela exploiter l'une des réussites de son prédécesseur, Ernest Schaffner, la promotion en 1962 de Lens du rang de succursale de Béthune et/ou de Douai au rang de sous-préfecture de plein exercice.
En sa mémoire, le maire de Lens, Guy Delcourt, a annoncé que le stade du Racing Club de Lens sera renommé Stade Bollaert-Delelis, nom qui devient effectif le 29 septembre 2012.
Sa mort suscite de nombreuses réactions au sein de la classe politique.

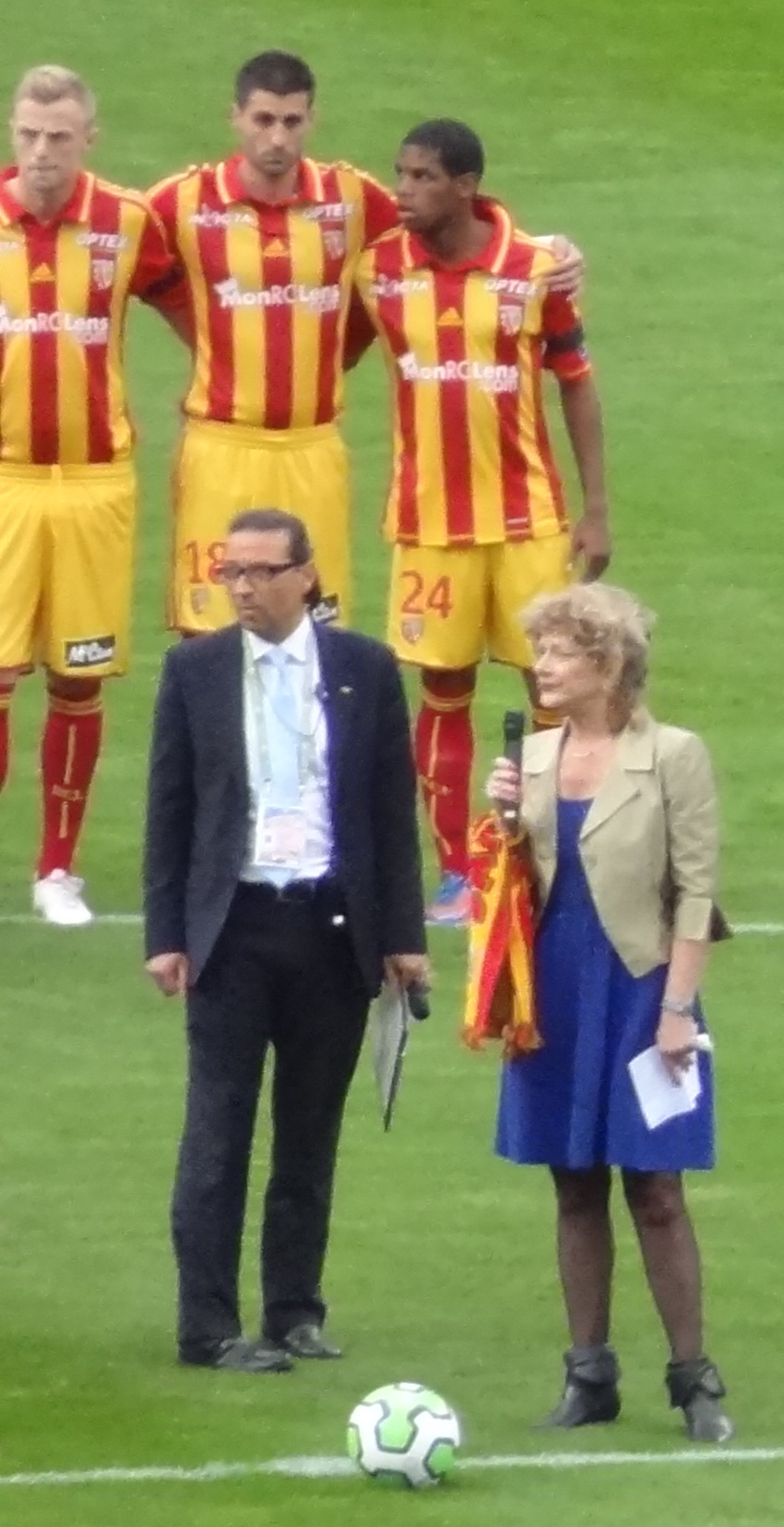
Discours de la fille d'André Delelis au stade Bollaert.
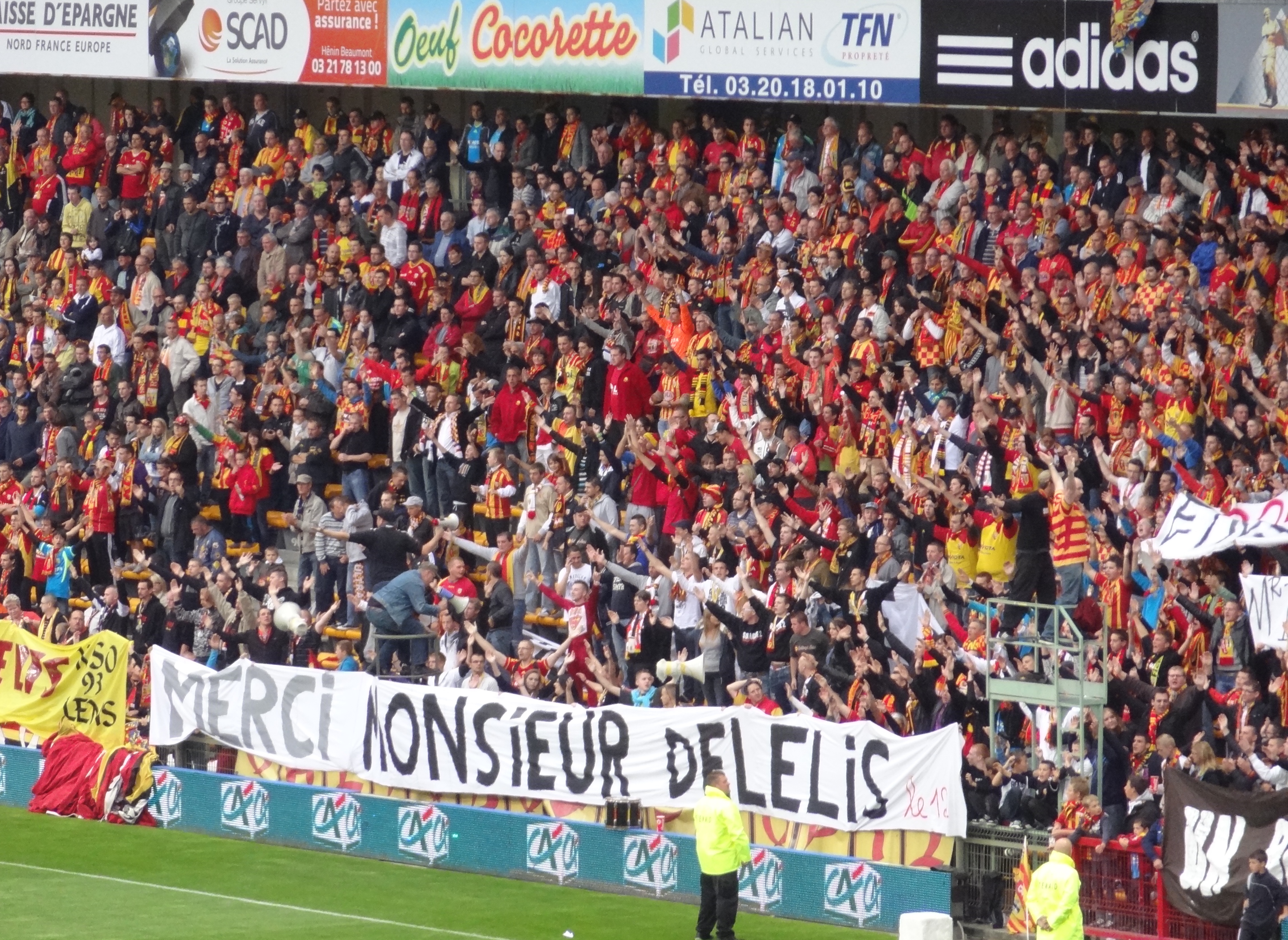
Supporters lensois rendant hommage à André Delelis.
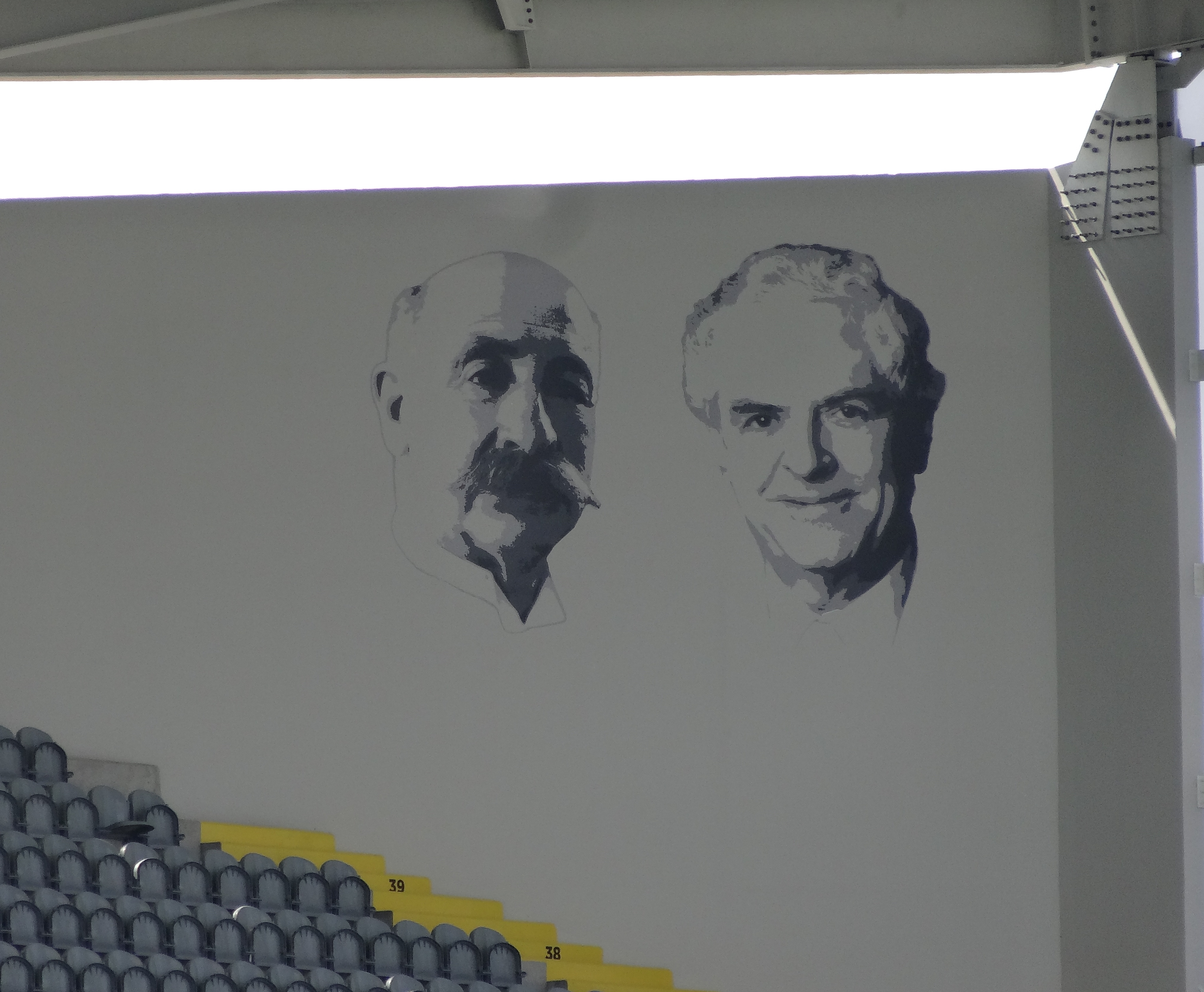
Figures de Félix Bollaert et André Delelis dans le stade qui porte désormais leurs noms.
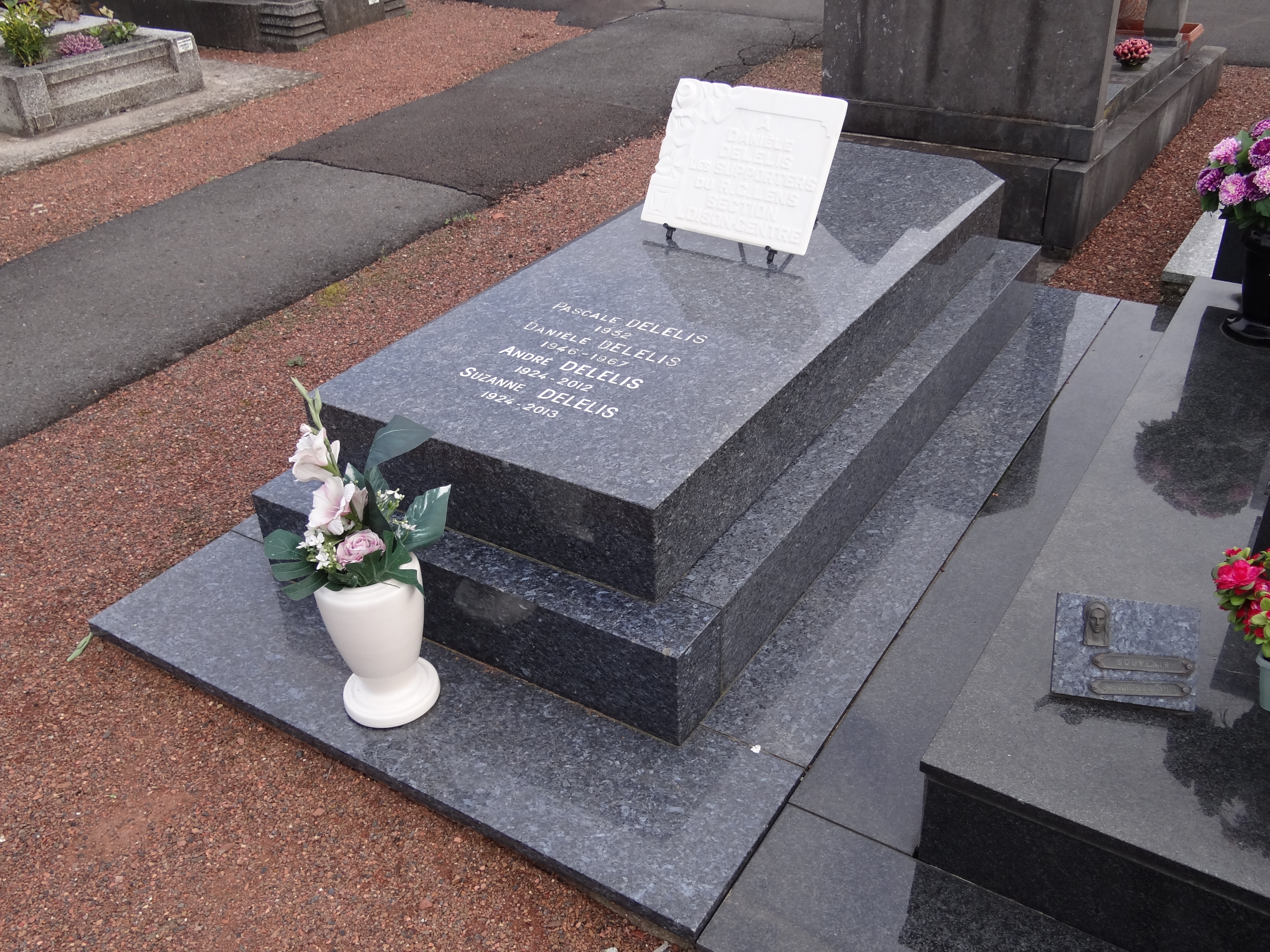
La tombe d'André Delelis au cimetière de l'Est à Lens.

## Détail des fonctions et des mandats
Fonctions ministérielles
- 22 mai 1981 - 22 mars 1983 : ministre du Commerce et de l'Artisanat

Mandats parlementaires
- 12 mars 1967 - 23 juillet 1981 : député du Pas-de-Calais
- 25 septembre 1983 - 1er octobre 1992 : sénateur du Pas-de-Calais

Mandats locaux
- 8 avril 1962 - 14 mars 1982 : conseiller général du canton de Lens-Nord-Ouest
- 1962 - 4 décembre 1966 : premier adjoint au maire de Lens
- 4 décembre 1966 - 14 octobre 1998 : maire de Lens
- 23 septembre 1968 - 14 octobre 1998 : président du district urbain de Lens-Liévin
- novembre 1973 - 16 mars 1986 : conseiller régional du Nord-Pas-de-Calais
- jusqu'au 16 mars 1986 : vice-président du conseil régional